# Kisboldogasszony-templom (Beled)

## Elhelyezkedése
A kisváros főutcáján, a Rákóczi utcában, a városközpontban helyezkedik el.

## Története
Beled templomának első említése 1308-ból való. A Kisboldogasszony tiszteletére szentelt mai plébániatemplomot a korábban leégett régi helyén építették a kegyurak (a Cziráky és az Esterházy család) támogatásával késő klasszicista stílusban, 1861-63 között neogót-romantikus stílusban átalakították, ekkor kapta meg végleges formáját a templom. 

## Jellege
A templom egyhajós félköríves záródású szentéllyel. A szentély északi oldalán sekrestye, déli oldalán oratórium csatlakozik. Alapterülete: 540 négyzetméter, tornya 28 m magas. A főhomlokzatot négy fiatorony díszíti. A homlokzatok, ívsorral és pilaszterekkel tagoltak. Az oldalhomlokzaton két oldalt három-három klasszicizmusra jellemző körszeletíves, illetve kettő-kettő hosszú félköríves ablak látható. A sekrestyén és az oratóriumon egy-egy egyenes záródású bejárat nyílik. A templom déli homlokzatán szintén egyenes záródású bejárat nyílik. A Bejárati kapuzata csúcsíves, felette szegmentíves, zsalugáterezett ablak, és e főlé helyezkedik el a körablak, amely szintén zsalugáteres. A főhomlokzati, nyolcszög formájú torony összes oldalán ugyancsak csúcsíves, zsalugáterezett hosszúkás ablak helyezkedik el. A torony tetejét csürlős gúlasisak fedi. A torony alján három oldalt fehér számlapos óra helyezkedik el. 

## Belseje
A főoltárképen az újszülött Máriát karjaiban tartó apa (Szent Joachim) és mellette az édesanya (Szent Anna) láthatók. A főoltár két oldalán Szent Antal és Nepomuki Szent János szobrai állnak. A mellékoltárok képei az „Angyali üdvözlet” jelenetét és Szent Józsefet ábrázolják. A belső tér legrégebbi ékessége a barokk Madonna-szobor. Az orgona 1864-ben Bécsben készült Carl Hesse gyárában.

## Harangjai
A templom 28 méter magas tornyában három harang lakik, amelyeket Seltenhofer Frigyes és fiai öntötték Sopronban, az 52 kg-os (gisz" hangú) lélekharang 1890-ben, a 300 kg-os (h' hangú) középharang 1882-ben, az 527 kg-os (g' hangú) nagyharang viszont 1938-ban készült.